# Zetti
Armelino Donizetti Quagliato – „Zetti” (ur. 10 stycznia 1965 w Capivari), brazylijski piłkarz grający na pozycji bramkarza, i trener piłkarski. Z reprezentacją Brazylii zdobył w 1994 roku mistrzostwo świata (jako rezerwowy). W pierwszej połowie lat 90. był zmiennikiem Cláudio Taffarela w bramce „canarinhos”. Występował m.in. w Guarani FC, Londrinie, SE Palmeiras, São Paulo FC i Fluminense Rio de Janeiro i Santos FC. Po zakończeniu piłkarskiej kariery rozpoczął pracę szkoleniową. Prowadził kilka zespołów z brazylijskiej pierwszej ligi.
W reprezentacji Brazylii od 1992 do 1996 roku rozegrał 15 meczów – mistrzostwo świata 1994 (jako rezerwowy).